# Sakura Motoki
Sakura Motoki (en japonés: 元木咲良, Motoki Sakura; Saitama, 20 de febrero de 2002) es una deportista japonesa que compite en lucha libre.
Participó en los Juegos Olímpicos de París 2024, obteniendo una medalla de oro en la categoría de 62 kg. Ganó dos medallas en el Campeonato Mundial de Lucha, en los años 2022 y 2023.

## Palmarés internacional
| Juegos Olímpicos   | Juegos Olímpicos  | Juegos Olímpicos  | Juegos Olímpicos |
| Año                | Lugar             | Medalla           | Categoría        |
| ------------------ | ----------------- | ----------------- | ---------------- |
| 2024               | París (Francia)   | Medalla de oro    | 62 kg            |
| Campeonato Mundial |                   |                   |                  |
| Año                | Lugar             | Medalla           | Categoría        |
| 2022               | Belgrado (Serbia) | Medalla de bronce | 59 kg            |
| 2023               | Belgrado (Serbia) | Medalla de plata  | 62 kg            |